# Shahrestān di Ahar
Lo shahrestān di Ahar (farsi شهرستان اهر) è uno dei 19 shahrestān della provincia dell'Azerbaigian Orientale, in Iran. Il capoluogo è Ahar ed è suddiviso in 2 circoscrizioni (bakhsh): 
- Centrale (بخش مرکزی)
- Hurand (بخش هوراند)